# Gensidigt selskab
Et gensidigt selskab er et selskab, som er organiseret således at ejer- og kundekredsen er sammenfaldende.
Selskabsformen har især været udbredt blandt forsikringsselskaber og kreditforeninger, men også spareforeninger, andelskasser og tidligere også sparekasser[kilde mangler] kan være baseret på en ejendomsform som gensidigt selskab.
Særligt i USA findes en række banker og sparekasser baseret på princippet om gensidighed, eksempelvis benævnt mutual savings banks og mutual savings and loan associations.
| Erhverv og erhvervsliv | Spire Denne artikel om erhverv, erhvervsliv og arbejdsmarked er en spire som bør udbygges. Du er velkommen til at hjælpe Wikipedia ved at udvide den. |